# 坂井竜二
坂井 竜二（さかい りゅうじ、男性、1977年8月12日 –）は、日本の作詞家。愛知県名古屋市出身。2006年、the ARROWSのボーカリストとしてポニーキャニオンよりメジャー・デビュー。2014年より作詞家としての活動を開始する。J-POPや数々のアニメ、アイドル等に歌詞を提供。

## 提供作品

### アーティスト
- Ayummy
  - 桜色キャンバス

- 伊藤ゆり
  - JANG DA-RA RING

- 内田彩
  - Merry Go
  - スニーカーフューチャーガール

- 大原櫻子
  - Realize
  - ツキアカリ

- さんみゅ〜
  - 初雪のシンフォニー
  - 恋のプラットホーム

- 鈴木このみ
  - 銀閃の風
  - 竜星鎮魂歌
  - Absolute Soul
  - I to I
  - メビウス
  - Don’t stop me now
  - MY SHINING RAY
  - BE THE ONE

- 超特急
  - Whiteout　※Mari-Joeとの共作
  - My Buddy ※ロマンス倶楽部との共作

- 中島愛
  - 愛はめぐる

- 沼田梨花
  - I Know, You Know?
  - Asphalt Dandelion

- 夏川椎菜
  - グレープフルーツムーン

- petit milady
  - パレーディア
  - モシモトラベル〜ふたりで旅行に行ってみた〜
  - rainy! rainy! rainy!

- MAKI
  - Here I'm Home
  - Naturality
  - JETLAG
  - Vendange!!
  - 裁くひと
  - 世界が閉じる夜に

- 真野恵里菜
  - Ambitious!

- 村川梨衣
  - Anytime, Anywhere
  - 戻れない旅
  - Tiny Tiny

- 山崎エリイ
  - 星屑のシャンデリア
  - My Twilight

### アニメソング
- GJ部（2014年）
  - 雨に踊れば

- 精霊使いの剣舞（2014年）
  - 精霊剣舞祭＜ブレイドダンス＞
  - 祝祭のエレメンタリア
  - 刻印讃歌
  - Holy Domain
  - 獅子なる焔
  - Dance In Dreams
  - オルデシア・ポルカ
  - Freezing Elegance

- 魔弾の王と戦姫（2014年）
  - 銀閃の風
  - 竜星鎮魂歌

- TVアニメ 神様はじめました◎（2014年）
  - 二人の雨
  - 神酒PARTY
  - Dark Side x Out Side
  - Dance Around→Dead
  - 鞍馬双天狗
  - Happiness〜ミカゲ社のテーマ〜

- アブソリュート・デュオ（2015年）
  - ひかり
  - British Exception
  - Run! Run! Run!
  - 鎖誓いし乙女唄

- フューチャーカード バディファイト ハンドレッド（2015年）
  - Buddy Lights
  - ブルー×レッドの誓い

- くまみこ（2016年）
  - KUMAMIKO DANCING
  - 些々の破音頭
  - KU-MA-DE LOVER
  - HI-MA-DE GIRL

- 少年メイド（2016年）
  - ずっとOnly You

- マジきゅんっ!ルネッサンス（2016年）
  - マジきゅんっ!No.1☆
  - Magical Flower
  - Sleeping Beauty
  - 恋影

- ガヴリールドロップアウト（2017年）
  - ハレルヤ☆エッサイム
  - オリジナルバイブル

- フレームアームズ・ガール（2017年）
  - Tiny Tiny

### 特撮ソング
- 烈車戦隊トッキュウジャー（2014年）
  - ブルーレンズの向こうへ
  - 参上！なりきり♡GIRL
  - 棺桶のうた

- 手裏剣戦隊ニンニンジャー（2015年）
  - 高めろ! 忍タリティ!!
  - 超絶ライオンハオー!
  - License A Go Go!

- 宇宙戦隊キュウレンジャー（2017年）
  - AGEPOYO☆DANCE!!

### ゲーム
- THE IDOLM@STER CINDERELLA GIRLS
  - 絶対特権主張しますっ！
  - cherry＊merry＊cherry
  - サイキック！ぱーりーないと☆
  - SUN♡FLOWER
  - きゅん・きゅん・まっくす
  - THE VILLAIN'S NIGHT
  - Let's Sail Away!!!

- チェインクロニクル〜絆の新大陸〜
  - Three Hearts
  - 愛、花のように
  - Back in Black
  - 幻月
  - OPEN YOUR CHRONICLE
  - SUKI SUKI REAL
  - カナリアヘヴン
  - ホメホメワンダホー
  - Barracuda No.1
  - 瓦礫の星
  - CHAIN! 〜義勇軍のテーマ〜

- あんさんぶるスターズ!
  - DESTRUCTION ROAD
  - Darkness 4

- プリンセスコネクト!Re:Dive
  - SUPER CHOCOLATE